# 머나먼 시공 속에서 4
《머나먼 시공 속에서 4》(일본어: 遙かなる時空の中で4)는 2008년 6월 19일 코에이(루비파티)에서 개발한 여성향 연애 어드벤처 게임이다. 2010년 12월 22일에 PSP용 소프트 머나먼 시공 속에서 4 애장판이 발매되었다.

## 개요
전작들이 시대 흐름에 따라 무대가 설정되었던 것에 반해, 본작은 시간을 거슬러 올라가 다수의 민족과 신들이 존재하던 고대를 무대로 만들어져 용신과 무녀나, 팔엽의 이야기 기원이 되는 작품. 시작부터 열려 있는 〈독고의 서〉를 플레이 하여 특정 캐릭터와의 유대관계를 깊게하면 전작 《머나먼 시공 속에서 3》의 개별 루트와 마찬가지로, 연애 엔딩에 이르는 각각의 〈인물의 서〉가 열리는 형식이다.

## 줄거리
고등학교 교사 카자하야, 동급생인 나기와 함께 현대에서 살아가던 주인공은 저녁놀을 볼 때마다 뭔가 해야만 할 것같은 막연한 심정이 된다. 그런 주인공은 어렸을 적 기억이 없다. 어느날 카자하야를 마중가기 위해 집을 나선 주인공은 갑자기 나타난 히이라기라는 남자에게 자신이 이세계(異世界)의 나카츠 국의 니노히메라는 것을 듣게 된다. 히라기가 부른 츠치구모와 싸우게 된 주인공, 카제하야, 나기 세사람은 시공을 넘어 고국으로 돌아와 5년 전에 토노요노쿠니에 의해 멸망한 나카츠쿠니의 부흥을 위해, 여러 종족의 동료들과 힘을 합쳐 싸우게 된다.

## 등장인물
종전의 시리즈와 성우는 같지만, 가호를 받는 사신등, 팔엽의 포지션이 전작과 다르다.(나기 제외)

### 주인공
아시하라 치히로
성우: 카와카미 토모코

### 메인 캐릭터
카자하야
성우: 이노우에 카즈히코
아슈반
성우: 이시다 아키라
사자키
성우: 세키 토모카즈
나기
성우: 미야타 코우키
후츠히코
성우: 호시 소이치로
히이라기
성우: 미키 신이치로
토오야
성우: 타카하시 나오즈미
카츠라기 오시히토
성우: 나카하라 시게루

## 주제가
엔딩테마 《신비의 나선》
노래 - 타키구치 유키히로

## 같이 보기
- 네오 로망스 시리즈
- 머나먼 시공 속에서 시리즈
- 오토메 게임